# Die göttliche Sophie – Das Findelkind
Die göttliche Sophie ist ein deutscher Fernsehfilm von Hajo Gies aus dem Jahr 2009. Es ist der zweite Teil des Fernsehfilms Die göttliche Sophie mit Michaela May und Jan Fedder in den Hauptrollen.

## Handlung
Pfarrer Steffensen hat sich mittlerweile in seiner neuen Heimat Fischbach gut eingelebt. Regelmäßig kommen die Gemeindemitglieder zur Beichte und diesmal kommt auch eine ihm unbekannte junge Frau. Sie klingt sehr verzweifelt und ehe sich Steffensen versieht, ist sie auch schon wieder verschwunden, hat aber eine Tasche mit einem Baby darin zurückgelassen. So nimmt der Pfarrer den kleinen Emil erst einmal mit ins Pfarrhaus und seine Haushälterin Sophie Strohmayr kümmert sich sogleich um den Kleinen. Steffensen berät sich derweil mit seinem Freund Clemens Stölzer, wie er nun weiter verfahren sollte. Sophie ist sich sicher, dass der Vater des Findelkindes sehr wahrscheinlich aus Fischbach stammt und die Mutter den Jungen deshalb hier abgegeben hatte. Kurzerhand nimmt der Pfarrer das Kind wieder mit in die Kirche und präsentiert seiner Gemeinde den kleinen Erdenbürger. Mit mahnenden Worten appelliert er an das Gewissen des, ihm unbekannten, Vaters sich seiner Verantwortung zu stellen und sich bei ihm zu melden. Da sich der Vater nicht findet, will Steffensen das Kind den Behörden übergeben, aber seine Haushälterin ist da anderer Meinung. Sie plant schon, wo das Kinderbett und der Wickeltisch stehen soll. Notgedrungen „muss“ sich der Pfarrer fügen.
Schon bald wird die Presse auf das Findelkind aufmerksam und fordert Fotos für eine Story. Kaum werden die Bilder veröffentlicht, bleibt die Geschichte auch dem zuständigen Bischof nicht verborgen. Ihm gefällt das Ganze überhaupt nicht und er schickt Kaplan Stölzer nach Fischbach, die Angelegenheit zu klären. Ein Pfarrer mit seiner Haushälterin und einem Baby auf der Titelseite der Zeitung – das geht einfach nicht in der katholischen Kirche. Steffensen lässt sich aber von seinem Freund Stölzer nicht davon abbringen, das Kind, solange zu behalten, bis sie auch die Eltern dazu gefunden haben. Sophie hat auch einen göttlichen Gedanken, wie sie die Mutter finden könnte und so stellt sich heraus, dass diese bis vor kurzem in einem Hotel im Nachbarort gearbeitet hat und der Vater tatsächlich aus Fischbach stammen soll. Reumütig meldet sich Toni Brunner, der sich eigentlich seit einem Jahr vergeblich bemüht, mit seiner Leonie Nachwuchs zu zeugen. Diese streng geplanten Aktivitäten waren nicht nur erfolglos, sondern brachten auch sexuellen Verdruss, weshalb sich Toni zur Kirchweih mit Sandy Manzel eingelassen hatte. Nach einem Gentest steht eindeutig fest, dass Toni tatsächlich Emils Vater ist. Das droht nun Tonis Ehe zu ruinieren und der Pfarrer hat alle Hände voll zu tun, dass sich das wieder einrenkt. Zum Glück versöhnen sich Toni und Leoni gerade noch rechtzeitig, als der Bischof persönlich in Fischbach eintrifft und zu seiner Freude die Elternfrage gelöst ist. Doch auch Emils Mutter erscheint plötzlich, um ihr Kind wieder zu sich zu holen, nachdem sie wieder Arbeit gefunden hat. So ist der Bischof zufriedengestellt und ein halbes Jahr später lässt Sandy den kleinen Emil in Fischbach taufen. Für Toni und Leoni hatten ihre Bemühungen nun auch endlich Erfolg und sie sehen der Geburt ihres ersten gemeinsamen Kindes entgegen.

## Rezeption

### Einschaltquote
Die Erstausstrahlung dieses zweiten Teils von Die göttliche Sophie erfolgte am 15. April 2011 und wurde in Deutschland von 5,81 Millionen Zuschauern gesehen und erreichte einen Marktanteil von 19,0 Prozent für Das Erste.

### Kritiken
Rainer Tittelbach von Tittelbach.tv meinte: „Die Gottlose mit dem frechen Mundwerk und der Geistliche von der Waterkant kommen wie die Jungfrau zu einem gemeinsamen Kind. Der Schwung ist raus aus der weißblauen Volksschwank-Reihe. Die zweite Episode von ‚Die göttliche Sophie‘ ist weniger frisch, das Buch  weniger dicht, die Gags sind weniger frech, die Situationen weniger schräg und der Bayern-Flair wirkt weniger urig. Sophie platzt schier vor Gutmenschlichkeit und der Herr Pfarrer bringt außer ein paar platten Spruchweisheiten von der Waterkant wenig ein.“
Für Kino.de schrieb Tilmann P. Gangloff dagegen recht positiv: „Mit viel Vergnügen und noch mehr Liebe zum satirischen Detail erzählt das erfolgreiche Gespann des ersten Films […] auch die zweite Geschichte.“ „Neben dem ungleichen Paar Fedder/May lebt die Komödie von den liebevoll gezeichneten Figuren, den sorgfältig besetzten Nebendarstellern und den vielen hübschen Einfällen.“
Julian Miller von Quotenmeter.de kritisierte: „Manche Filme lassen sich nur durch ein gestörtes Verhältnis zur Realität erklären. Dieser hier ist einer davon. Denn seine Prämisse ist schon im Ansatz unglaubwürdig: Zuständige Behörden bleiben vollkommen inaktiv, wenn Priester und Haushälterin mit einem Kind auf den Titelseiten des Boulevards prangen, und lassen sich dann einfach abwimmeln, wenn sie schließlich doch vor der Tür stehen.“ Weiterhin befand er: „Die Dialoge […] sind banal, die Hindernisse, die den Protagonisten in den Weg gelegt werden, billig und für sie viel zu leicht zu bewältigen. Eine wirkliche Handlung ist nur ansatzweise erkennbar, Konflikte weitgehend inexistent. Qualitative Unterschiede zum ebenfalls debilen Vorgängerfilm aus dem Jahr 2009 lassen sich also nicht feststellen.“ Fazit: „Ein vollständig dämlicher Film ohne Charme, Witz, Spannung oder Plausibilität und wiedermal Ketzerei am guten Geschmack.“